# Т-130
Т-130 (Т-10.01, трактористы часто по традиции называют трактор Т-100, или даже С-100) — советский сельскохозяйственный и промышленный гусеничный трактор, выпускавшийся Челябинским тракторным заводом. Является глубокой модернизацией трактора Т-100. Трактор выпускался в двух модификациях: обычной и болотоходной (Т-130Б) с увеличенной площадью гусениц.
Трактор используется в составе бульдозерно-рыхлительного агрегата, а также как базовая машина для трубоукладчика и свайного копра.
Дальнейшим развитием трактора Т-130 стала модель Т-170 с увеличенной до 174 л. с. мощностью двигателя.
Имеется сельскохозяйственная модификация Т-170МГС для пахоты рисовых полей.
Трактор имеет 8 передач.
Тракторы Т-130 и Т-170 заслуживают неоднозначной оценки. К их преимуществам следует отнести простую конструкцию и невысокую стоимость (по сравнению с тракторами аналогичного класса). В то же время к моменту начала массового производства конструкция трактора, «уходящая корнями» в 30-е годы уже серьёзно устарела. Механическая трансмиссия не позволяла полностью реализовывать мощность двигателя при работе с высокой нагрузкой и усложняла процесс управления трактором. Полужёсткая подвеска также не позволяла трактору реализовать тяговый потенциал двигателя ни за счёт скорости, ни за счёт тягового усилия. Срок службы бортовых фрикционов, не претерпевших изменений со времён трактора С-80 у трактора Т-130, а особенно у Т-170, оказался крайне малым. Запуск дизеля осуществлялся архаичным пусковым четырёхтактным двухцилиндровым бензиновым двигателем, который, в свою очередь, было не так-то просто запустить, особенно в холодную погоду. Рычаги и педали управления, воздействовавшие непосредственно на элементы трансмиссии, при работе сильно вибрировали. Тракторы аналогичного класса, выпускавшиеся в эти годы за рубежом (США, Япония) уже имели в базовой комплектации гидромеханическую трансмиссию, эластичную подвеску, подрессоренную герметичную кабину, дистанционное управление трансмиссией и ходовой частью, исключавшее передачу вибраций на органы управления.

## Варианты и модификации
Модификации:
- Т-130Б
- Т-130.1.Г-1
- Т-130Г-1
- Т-130МГ
- Т-130БГ-1

Машины на базе:
- ЭТЦ-208В — землеройная машина на базе трактора Т-130 (награждённая золотой медалью Международной ярмарки в Брно 1986 года)[3]
- ЭТР-136 — роторный траншейный экскаватор на базе Т-130МГ для рытья траншей глубиной до 1,3 м в мёрзлых и плотных грунтах[4]
- ДЗ-27 — бульдозер с неповоротным отвалом[2]
- ДЗ-28 — бульдозер, предназначенный для резания террас на горных склонах, так называемый «террасер»[2]
- ДЗ-109 — бульдозер с поворотным отвалом[2]
- ДЗ-110 — бульдозер с неповоротным отвалом[2]
  - ДЗ-110А — бульдозер с неповоротным отвалом[2]
- СП-49 — копёр со штанговым дизель-молотом, также устанавливался на Т-170
- МТП-44А — машина для глубокого сплошного фрезерования закустаренных земель. Предназначена для: фрезерования закустаренных земель без предварительной срезки леса и кустарника диаметром не более 12 см, уничтожения кочек, мохового очеса, измельчения погребенной древесины[5].

## Изображения

Трактор Т-130
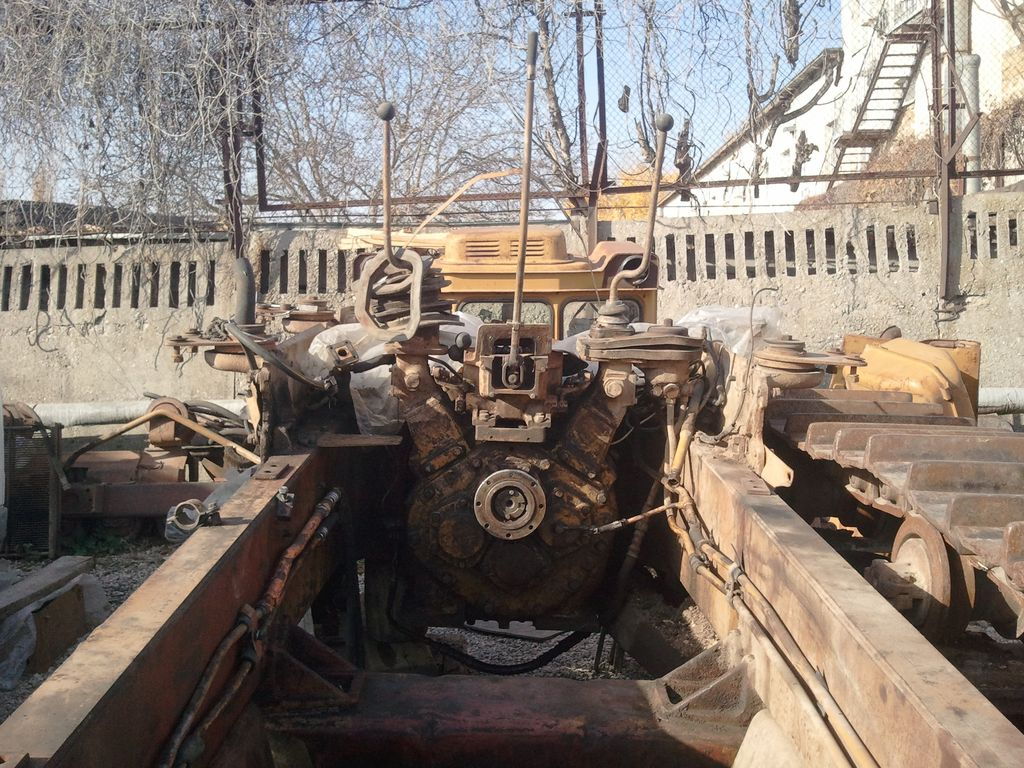
Рама разобранного трактора Т-170М.01